# Ester 4

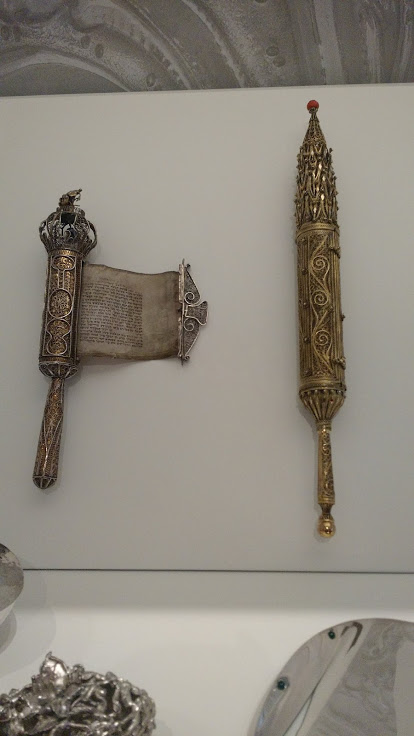
Texto en hebreo del Libro de Ester en un rollo del siglo XIX, tinta sobre vitela, con estuche de plata dorada.

Esther 4 es el cuarto capítulo del Libro de Ester en la Biblia hebrea o el Antiguo Testamento de la Biblia cristiana. Se desconoce la autoría del libro, y los estudiosos modernos han establecido que la etapa final del texto en hebreo se habría formado en el siglo II a. C. Los capítulos 3 a 8 contienen las nueve escenas que conforman la trama del libro. Este capítulo describe la reacción de los judíos ante el malvado decreto de Hamán, centrándose en la acción de Mardoqueo de llorar y ayunar, lo que finalmente obligó a Ester a actuar por su cuenta, arriesgando su vida para presentarse sin haber sido invitada ante el rey Asuero.

## Texto
Este capítulo fue escrito originalmente en lengua hebrea y, desde el siglo XVI, se divide en 17 versículos.

### Testimonios textuales
Algunos manuscritos antiguos que contienen el texto de este capítulo en hebreo pertenecen al Texto masorético, que incluye el Codex Leningradensis (1008).
También existe una traducción al griego koiné conocida como la Septuaginta, realizada en los últimos siglos a. C. Los manuscritos antiguos que se conservan de la versión Septuaginta incluyen el Codex Vaticanus (B; {\displaystyle {\mathfrak {G}}}B; siglo IV), el Codex Sinaiticus (S; BHK: {\displaystyle {\mathfrak {G}}}S; siglo IV) y el Codex Alexandrinus (A; {\displaystyle {\mathfrak {G}}}A; siglo V).

## Mardoqueo escucha la amenaza de genocidio contra los judíos (4:1–3)
Cuando escucharon la amenaza de genocidio, Mardoqueo y los judíos de todo el imperio persa mostraron públicamente su respuesta religiosa, aunque sin hacer referencia a Dios.

### Versículo 1
Cuando Mardoqueo percibió todo lo que se había hecho, rasgó sus vestiduras, se vistió de cilicio y se echó ceniza sobre la cabeza, y salió al medio de la ciudad, y gritó con voz grande y amarga.
- «Fuertes»: en hebreo: «grandes».[11]

### Versículo 3
Y en todas las provincias, dondequiera que llegaba la orden del rey y su decreto, había gran llanto entre los judíos, con ayuno, llanto y lamentación, y muchos de ellos se cubrieron de cilicio y ceniza.
- «Llegó» (English Standard Version, New American Bible, Nueva Traducción Viviente): de מַגִּ֔יעַ, ma-gî-a‘, «llegó»;[13] Biblia del rey Jacobo, Versión en inglés moderno, Nueva Biblia Americana Estándar, Nueva Versión Internacional: «vino»; Good News Bible: «dondequiera que se diera a conocer el edicto del rey».[14]

## Mardoqueo insiste a Ester en la necesidad de actuar (4:4-17)

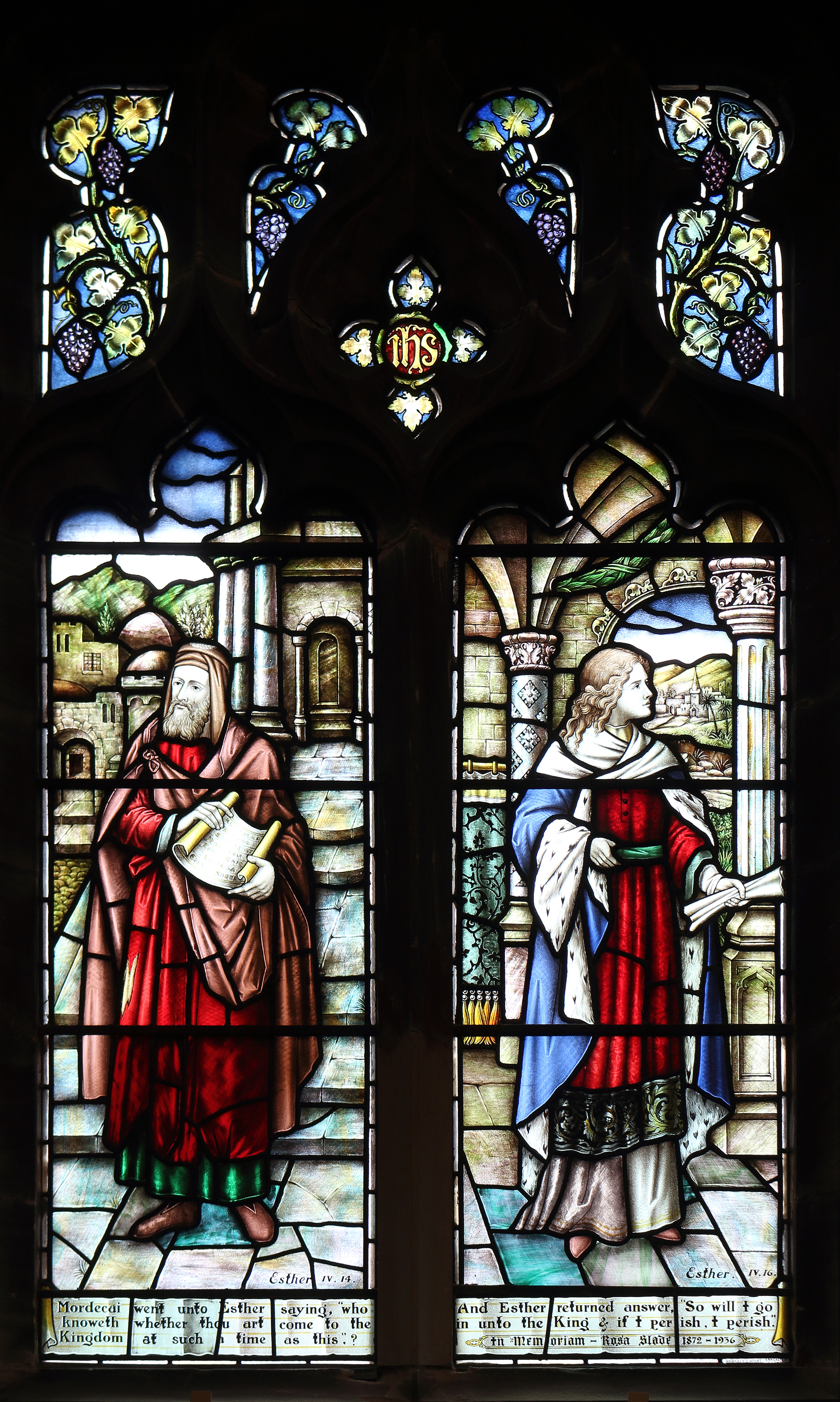
Ventana conmemorativa en St Nicholas, Wallasey, dedicada a Rosa Slade (1872-1936), que muestra a Ester y Mardoqueo de Ester 4:14, 16.

Esta sección registra la comunicación entre Mardoqueo y Ester, que pasó por tres etapas:
1. El regalo de ropa de Ester a Mardoqueo fue rechazado. No se intercambió ninguna palabra. (Esther 4:4)
2. Mardoqueo envió mensajes orales y escritos a Ester, pero no se recogen las palabras. (Esther 4:5–9)
3. Se narra el intercambio de palabras entre Ester y Mardoqueo. (Esther 4:10–17)[9]

Estas etapas representan un movimiento en Ester desde la ignorancia hasta la comprensión y la decisión: Ester finalmente tomó el mando y Mardoqueo fue a hacer «todo lo que Ester le había mandado».

### Versículo 14
[Mardoqueo dijo:] «Porque si en este momento callas, será salvado el pueblo de los judíos, pero tú y la casa de tu padre pereceréis. ¿Quién sabe si has llegado al reino para este momento?
La declaración de Mardoqueo asume la existencia de un orden providencial, aunque Dios no se menciona por su nombre en absoluto.
Algunas referencias antiguas (Josefo; Targum Esther I, II) entienden la palabra hebrea mā-qōm («lugar») como un circunloquio para referirse a Dios.

### Versículo 16
[Ester dijo:] «Id, reunid a todos los judíos que se encuentran en Susa, y ayunad por mí; no comáis ni bebáis durante tres días, ni de noche ni de día. Mis doncellas y yo también ayunaremos. Y así iré al rey, lo cual es contra la ley; y si perezco, perezco!
- «Susán»: o «Susa».[18]
- «Y si perezco, perezco»: Esta declaración muestra que Ester acepta el riesgo, reconociendo su necesidad.[19] La forma de expresión refleja las palabras de Jacob en Génesis 43:14.[19]

## Comentarios

### De la Iglesia católica

#### A los versículos 1-17
Ante la amenaza que se levantaba contra su pueblo, Mardoqueo respondió con penitencia, pero también con decisión para buscar una salida. Su recurso fue acudir a Ester, apelando a la responsabilidad que implicaba su posición en el palacio. Con autoridad moral, la llevó a reflexionar sobre la obligación de actuar cuando se tiene la posibilidad de hacerlo (vv. 12-14). Mientras alguien sin influencia podría quedar al margen, Ester, que contaba con una oportunidad de interceder ante el rey, no podía desentenderse. Este llamado de Mardoqueo trasciende la narración: constituye una invitación a quienes tienen capacidad de influir en la vida pública a comprometerse en la defensa del bien común.

Es de esperar que todos aquéllos que, en una u otra medida, son responsables de una “vida más humana” para sus semejantes —estén inspirados o no por una fe religiosa— se den cuenta plenamente de la necesidad urgente de un cambio en las actitudes espirituales que definen las relaciones de cada hombre consigo mismo, con el prójimo, con las comunidades humanas, incluso las más lejanas, y con la naturaleza, y ello en función de unos valores superiores, como el bien común, o el pleno desarrollo “de todo el hombre y de todos los hombres”, según la feliz expresión de la Encíclica Populorum Progressio.

La solicitud de Mardoqueo exigía a Ester poner en juego su propia vida con el fin de salvar a su pueblo. Ella aceptó el riesgo, sustentada en una confianza plena en Dios. Antes de comparecer ante el rey, buscó la forma más adecuada de hacerlo y se preparó espiritualmente mediante la oración, el ayuno y la penitencia. Además, pidió a los demás que la acompañaran con sus ayunos, implorando juntos la ayuda del Señor.

#### A los versículos 17a-17m
La oración de Mardoqueo se enlaza con numerosos pasajes bíblicos, especialmente con los Salmos y otras súplicas del Antiguo Testamento. Reconoce la soberanía absoluta de Dios sobre la creación y la historia y recuerda su fidelidad en la elección y protección de Abrahán, Isaac, Jacob y el pueblo liberado de Egipto. Esa memoria histórica alimenta la confianza en que el Señor seguirá cuidando de los suyos. A diferencia de otras plegarias antiguas, Mardoqueo expresa también sus sentimientos más personales. Presenta ante Dios las razones de su conducta: su rechazo a adorar a Amán no buscaba honores para sí, sino únicamente la gloria divina. Este tono de sinceridad y transparencia anticipa un modo de orar más íntimo y confiado. 
Tanto en la súplica de Mardoqueo como en la de Ester se percibe un trato cercano con Dios, que no solo exalta las obras realizadas en favor del pueblo ni se limita a pedir auxilio, sino que también abre el corazón y comparte la propia interioridad (vv. 17f-h). Esta actitud prepara el camino hacia la plenitud revelada en Jesucristo, quien invita a dirigirse a Dios con la confianza de hijos que llaman a su Padre.

#### A los versículos 17n-17kk
La plegaria de Ester refleja ese estilo renovado de oración confiada que caracteriza al libro y anticipa el espíritu del Nuevo Testamento. Su estructura, con un estribillo repetido a modo de letanía e intercalado entre los recuerdos de las intervenciones divinas, evoca la forma del Salmo 136. Con palabras sencillas, Ester suplica el auxilio de Dios, convencida de que el mismo Señor que tantas veces liberó a su pueblo en el pasado no permitirá ahora que quede abandonado.

## Lectura adicional
- Bechtel, Carol (1983). Esther. Westminster John Knox Press. ISBN 978-0664237455.
- Bush, Frederic W. (2018). Ruth-Esther. Word Biblical Commentary 9. Zondervan Academic. ISBN 978-0310588283.
- McConville, J. G. (1985). Ezra, Nehemiah, and Esther. The daily study Bible : Old Testament. Westminster John Knox Press. ISBN 978-0664245832. Consultado el October 28, 2019.